# Giovanni Carmignani
Giovanni Carmignani (San Benedetto a Settimo, 31 luglio 1768 – Pisa, 29 aprile 1847) è stato un giurista italiano.
Ha insegnato diritto criminale e filosofia del diritto all'Università di Pisa.

## Biografia

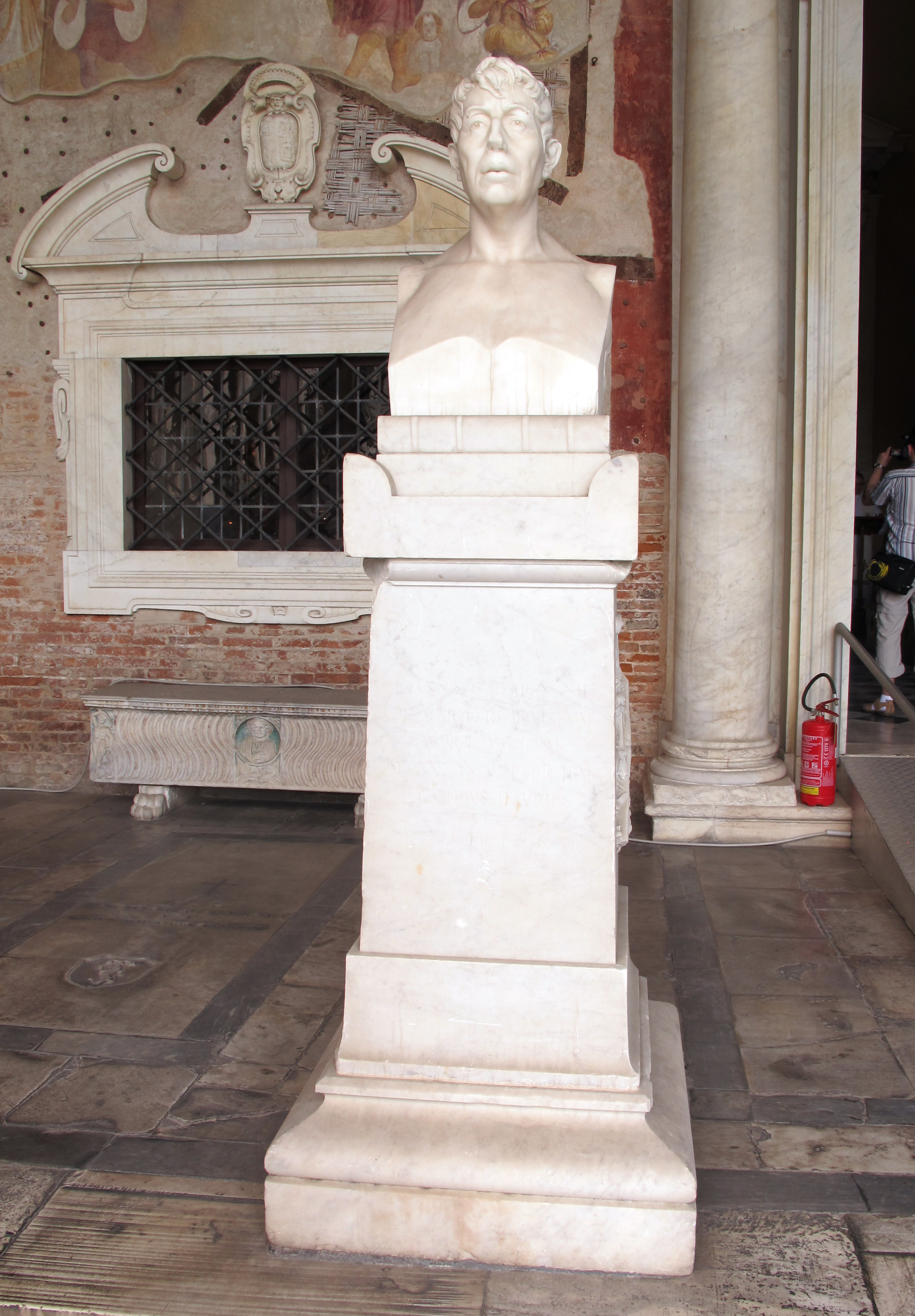
Monumento a Giovanni Carmignani nel Camposanto monumentale di Pisa

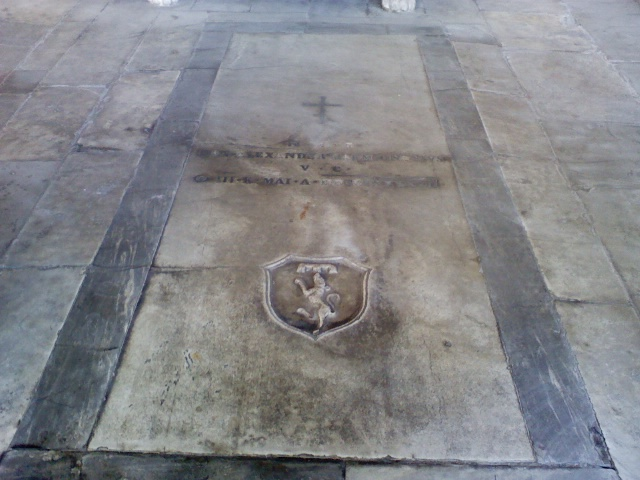
Tomba di Giovanni Carmignani

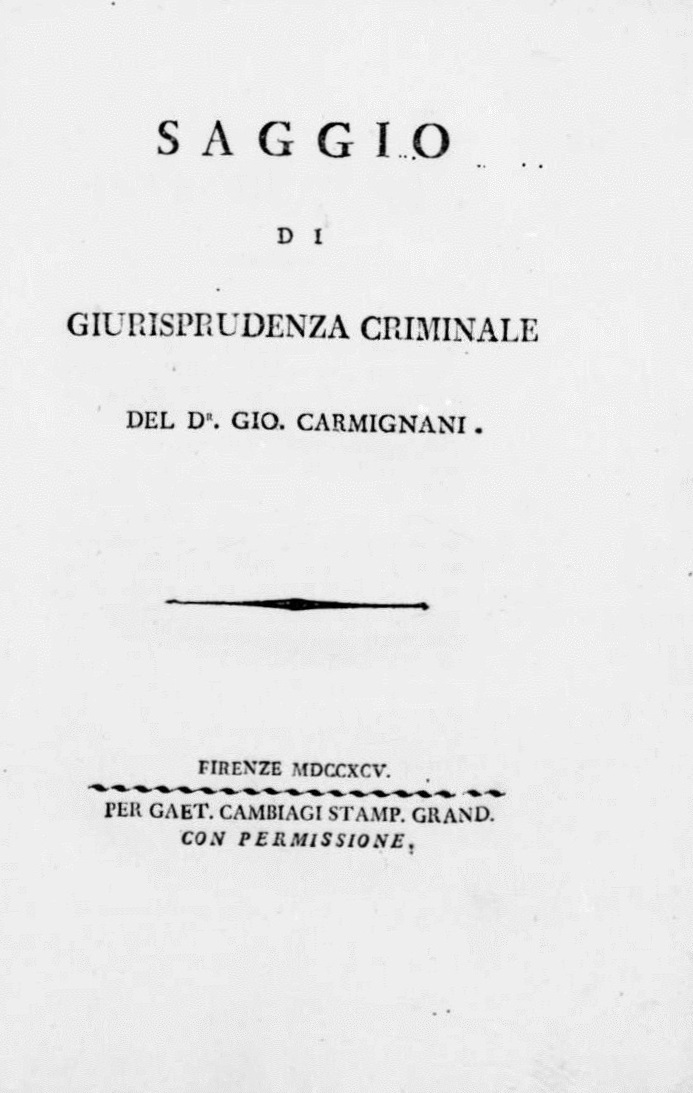
Saggio di giurisprudenza criminale, 1795

Fratello maggiore di Vincenzo, nacque da una famiglia di modeste origini (era figlio di Giovanni Antonio, fattore, e di Maddalena Bersacchi, contadina). Il padre lo mandò prima a Firenze nel 1771 e poi, all'età di undici anni, nel 1779, al  Seminario Aretino presso il vescovo Niccolò Marcacci, per seguire studi seminaristi completati con risultati brillanti.
Nel 1786, rinunciando alla carriera ecclesiastica, Carmignani si avviò allo studio della giurisprudenza presso l'università di Pisa, ove si laureò nel 1790. Intraprese quindi la professione forense a Firenze ove mise a frutto la sua straordinaria preparazione culturale, che gli consentì di stringere amicizia con alcuni tra i migliori ingegni dell'epoca, come Vittorio Alfieri.
Nel 1793 scrisse un Saggio di giurisprudenza criminale ove sosteneva ancora la necessità e l'utilità della pena di morte, opinione che presto mutò radicalmente mostrando costante avversione per questa sanzione.
Nel 1799 cooperò con i francesi rivestendo la carica di vicario a San Miniato e pubblicando un opuscolo sulla riforma delle carceri e sui limiti dell'attività di polizia.
Ristabilita l'autorità granducale fu processato e condannato come liberale a tre anni di relegazione a Volterra.
Nel 1803 avviò la sua carriera accademica, insegnando diritto criminale presso l'università di Pisa.
Nel 1808 pubblicò gli Elementa jurisprudentiae criminalis, compendio del suo corso di lezioni universitarie che assurse a grande fama, e che Carmignani ritoccò ripetutamente mutandone il titolo in Elementa juris criminalis nel 1822 e dandone nel 1833 la versione definitiva.
Poco prima, tra il 1831 e il 1832, aveva pubblicato la sua opera principale, la Teoria delle leggi della sicurezza sociale, trattato completo di diritto penale, mostrando fra l'altro di seguire l'insegnamento di Gian Domenico Romagnosi in ordine alla funzione della pena e fornendo uno studio accurato dei sistemi processuali (inquisitorio, accusatorio e misto) in cui diffidava del modello accusatorio, giudicato insufficiente rispetto all'esigenza di un'accurata indagine e di un'ancor più accurata analisi dei suoi risultati, che in ogni caso riteneva dovesse essere affidata a giudici di carriera piuttosto che a giurati non togati.
Nel contempo assunse importanti difese che lo resero celebre avvocato e in cui si illustrò anche per la straordinaria eloquenza.
Nel 1840 lasciò la cattedra di diritto criminale per quella di filosofia del diritto.
Carmignani morì il 29 aprile 1847 a Pisa dove fu sepolto nel camposanto monumentale di piazza del Duomo dove è ancora possibile visitarne la tomba.

## Opere
(elenco parziale)
- Saggio di giurisprudenza criminale, Firenze, Gaetano Cambiagi, 1795.
- Dissertazione critica sulle tragedie di Vittorio Alfieri da Asti, 1806.
- Lettera all'amico, e collega suo professor Giovanni Rosini, Pisa, Tipografia Nistri, 1826.
- Elementa juris criminalis, 1833.
- Teoria delle leggi della sicurezza sociale, 1831.
- Storia delle origini e de' progressi della filosofia del diritto, 1851.

### Pubblicazioni
- Biblioteca Italiana ossia Giornale di letteratura scienze ed arti (1826 giu, Volume 42, Fascicolo) Lettera del prof. Carmignani al suo collega Rosini sul vero senso di un verso di Dante Rosini e Carmignani Biblioteca Italiana ossia Giornale di letteratura scienze ed arti, Volume 42, Fascicolo (giu, 1826), p. 415
- Joannis Carmignani in Pisana Academia antecessoris juris criminalis elementa. Editio secunda (I estratto) Carmignani Giovanni Biblioteca Italiana ossia Giornale di letteratura scienze ed arti, Volume 20, Fascicolo (dic, 1820), p. 327
- Legislazione - Una lezione accademica sulla pena di morte, di G. Carmignani, Biblioteca Italiana ossia Giornale di letteratura scienze ed arti, Volume 86, Fascicolo (giu, 1837), p. 416
- Teoria delle leggi della sicurezza sociale, di G. Carmignani (I.° estratto) Carmignani G. Biblioteca Italiana ossia Giornale di letteratura scienze ed arti, Volume 67, Fascicolo (ago, 1832), p. 171
- Teoria delle leggi della sicurezza sociale, di Giovanni Carmignani, Annali universali di statistica economia pubblica, storia, viaggi e commercio, Volume 30, Fascicolo 89 e 90 (dic, 1831), p. 116